# Conservatoire de Sant'Onofrio a Porta Capuana
Le Conservatoire de Sant'Onofrio a Porta Capuana était l'un des quatre conservatoires napolitains qui par leur fusion ont donné naissance à l'actuel Conservatoire de San Pietro a Majella. Avec les trois autres écoles de musique, cette institution était aux XVIIe et XVIIIe siècles au cœur de la glorieuse École napolitaine de musique. Il doit son nom à l'église Sant'Onofrio a Porta Capuana.

## Histoire
Le conservatoire est né en mai 1578 comme une institution de bienfaisance pour l'accueil des orphelins et des enfants abandonnés, qui recevaient une formation aux métiers de l'artisanat. Cette fondation a pris le nom de Congregazione delle Vesti Bianche, puisque traditionnellement les enfants portaient une habit blanc.
En fait, le conservatoire est devenu une école de musique en 1653, quand sont mentionnés onze élèves, deux professeurs de chant et un maître de chapelle. Les élèves les plus jeunes, dont près d'un cinquième étaient castrés, portaient une soutane blanche et une zimarra et un chapeau bruns. Au XVIIe siècle, la tâche principale du Conservatoire était de former des petits chanteurs pour les processions et les cérémonies. Entre la seconde moitié de ce siècle et les premières années du XVIIIe siècle, grâce au travail de maîtres sévères comme Cristofaro Caresana, Angelo Durante (oncle du célèbre Francesco Durante), Nicola Sabini et Nicola Fago, l'école s'est développée considérablement et, la haute qualité de l'enseignement l'a amenée bientôt à rivaliser avec les trois autres institutions. Dans la première moitié du XVIIIe siècle, les grands noms de la musique napolitaine ont été formés à Saint-Onofrio, parmi lesquels Francesco Durante, Nicola Fago, Leonardo Leo, Nicola Porpora, mais aussi Francesco Feo et Girolamo Abos ; pour la seconde moitié du siècle, les élèves les plus célèbres furent Niccolò Jommelli, Giovanni Paisiello, Niccolò Piccinni, mais il ne faut pas oublier de citer Carlo Cotumacci, Joseph Doll, Giacomo Insanguine, Giovanni Furno et Salvatore Rispoli.
En 1797, Sant'Onofrio a fusionné avec le Conservatoire de Santa Maria di Loreto et en 1806 toutes les institutions de musique napolitaine ont été incorporées au sein du Collège Royal de Musique qui est devenu ensuite alors le Conservatoire de San Pietro a Majella.

## Personnes liées au conservatoire
maîtres
- Girolamo Abos (maître)
- Cataldo Amodei (maître)
- Joseph Doll (maître)
- Nicola Fago (maître)
- Francesco Feo (maître)
- Leonardo Leo (maître)
- Nicola Porpora (maître)
- Alessandro Scarlatti (maître)
- Pietro Andrea Ziani (maître)

élèves et maîtres
- Francesco Durante (élève et maître)
- Giacomo Insanguine (élève et maître)

élèves
- Pietro Auletta (élève)
- Matteo Capranica (élève)
- Domenico Fischietti (élève)
- Giovanni Furno (élève)
- Giuseppe Gazzaniga (élève)
- Niccolò Jommelli (élève)
- Gaetano Latilla (élève)
- Gennaro Manna (élève)
- Giuseppe Nicolini (élève)
- Giovanni Paisiello (élève)
- Niccolò Piccinni (élève)
- Domenico Sarro (élève)